# Безьє (футбольний клуб)
«Безьє» (фр. AS Béziers) — французький футбольний клуб з однойменного міста, заснований 2007 року. Домашні матчі проводить на арені «Стад де Соклієр», що вміщує 18 555 глядачів

## Історія
Клуб був заснований в 2007 році шляхом об'єднання трьох місцевих аматорських команд Avenir Sportif Saint-Chinian, Football Club Béziers Méditerranée та Béziers-Méditerranée Football Cheminots, які грали на той час у п'ятому і шостому дивізіоні. Нова команда мала стати правонаступником колишнього клубу «Безьє», що існував у 1911—1990 роках і навіть грав у вищому дивізіоні Франції.
Команда почала виступи у п'ятому за рівнем дивізіоні країни, але до 2018 року вийшла до Ліги 2. Там клуб у сезоні 2018/19 зайняв передостаннє 19-те місце і знизився до третього дивізіону.